# ممر كارتاربور
ممر كارتاربور ((بالأردوية: کرتارپور راہداری)‏، البنجابية : ਕਰਤਾਰਪੁਰ ਲਾਂਘਾ/کرتارپور لانگھا) هو ممر حدودي بين باكستان والهند، يربط بين ضريح للسيخ في ديرا بابا ناناك صاحب (الموجود في البنجاب، بالهند) وغوردوارا داربار صاحب (في البنجاب، بباكستان). يهدف الممر إلى السماح للمصلين السيخ من الهند بزيارة غوردوارا في كارتاربور، على بعد حوالي 4.7 كيلومتر (2.9 ميل)  من الحدود الباكستانية الهندية، بدون تأشيرة.
تم اقتراح ممر كارتاربور لأول مرة في أوائل عام 1999 من قبل رئيسي وزراء الهند وباكستان، أتال بيهاري فاجبايي ونواز شريف، على التوالي، كجزء من مباحثات دبلوماسية بين دلهي ولاهور. 
في 26 نوفمبر 2018، وضع حجر الأساس على الجانب الهندي وبعد يومين، في 28 نوفمبر 2018، وضع حجر الأساس على الجانب الباكستاني من قبل رئيس وزراء باكستان، عمران خان. تم الانتهاء من الممر ليوافق الذكرى 550 لميلاد جورو ناناك ديف في 12 نوفمبر 2019.
وقال رئيس وزراء باكستان، عمران خان، «باكستان تعتقد أن الطريق إلى ازدهار المنطقة.... والمستقبل المشرق لجيلنا القادم يكمن في السلام»، مضيفًا أن«باكستان لا تفتح الحدود فحسب بل أيضًا قلوبهم للمجتمع السيخي».  قارن رئيس وزراء الهند، ناريندرا مودي، قرار المضي قدماً في الممر من قبل البلدين بسقوط حائط برلين، قائلاً إن المشروع قد يساعد في تخفيف التوترات بين البلدين.
في السابق كان على الحجاج القادمين من الهند أن يستقلوا حافلة إلى لاهور للوصول إلى كارتاربور، وهي رحلة طولها حوالي 125 كيلومتراً على الرغم من أن الناس على الجانب الهندي من الحدود يمكنهم رؤية جوردوارا داربار صاحب كارتاربور على الجانب الباكستاني. كما تم إنشاء منصة مراقبة مرتفعة على الجانب الهندي، حيث يستخدم الناس مناظير للحصول على رؤية جيدة.

## الخلفية
أول مؤسس للسيخية، جورو ناناك، أسس كارتاربور في عام 1504 على الضفة اليمنى لنهر رافي وأنشأ أول جماعة للسيخ هناك. بعد وفاته في عام 1539، ادعى كل من الهندوس والمسلمين أنه يخصهم وأقاموا أضرحة تخليدا له مع وجود جدار مشترك بينهما. لكن المسار المتغير لنهر رافي في نهاية المطاف جرف الأضرحة. تم بناء مكان جديد، يمثل اليوم ديرا بابا ناناك على الضفة اليسرى لنهر رافي. 
خلال تقسيم الهند عام 1947، تم تقسيم المنطقة بين الهند وباكستان. منح خط Radcliffe منطقة Shakargarh tehsil على الضفة اليمنى لنهر Ravi، بما في ذلك كارتاربور إلى باكستان، وGurdaspur tehsil على الضفة اليسرى من نهر Ravi إلى الهند. 
بعد التقسيم، كان يُعتقد أن السيخ الهنود سيذهبون إلى كارتاربور بشكل غير رسمي، ويعبرون جسرًا على نهر رافي يصل ديرا بابا ناناك مع كارتاربور صاحب. تم تدمير هذا الجسر في النهاية في الحرب الهندية الباكستانية عام 1965.
في عام 1948، طالب أكالي دال الهند بامتلاك أرض الكوردوراس في نانكانا صاحب وكارتاربور. استمرت المطالب حتى عام 1959، لكن حكومة ولاية البنجاب التي يسيطر عليها المؤتمر الوطني الهندي نصحت بعدم القيام بأي تعديل للحدود التي حددتها اتفاقية رادكليف. في عام 1969، بمناسبة الذكرى الـ500 لميلاد جورو ناناك، وعدت رئيسة الوزراء أنديرا غاندي بالتفاهم من الحكومة الباكستانية من أجل تبادل الأراضي حتى تصبح كارتاربور صاحب جزءًا من الهند. لكن لم يتحقق شيء من هذا. ولكن في سبتمبر 1974، تم الاتفاق على بروتوكول بين الهند وباكستان للقيام بزيارات للأضرحة الدينية. في عام 2005، تم تحديث البروتوكول عن طريق زيادة عدد الزيارات وعدد المواقع. ومع ذلك لم يتم تضمين موقع كارتاربور ضمن المواقع المدرجة في بروتوكول عام 1974. ووفقًا لوزارة الشؤون الخارجية الهندية، طلبت الهند إدراجها، لكن باكستان لم توافق عليها.
وقال جوبيند سينج، القائم بأعمال رئيس مجلس إدارة غوردوارا في كارتاربور، إن غوردوارا «ظلت مغلقة من عام 1947 إلى عام 2000». لم يكن في غوردوارا موظفين على الرغم من استقبال الحجاج وكان الدخول مقيدًا. بدأت الحكومة الباكستانية في إصلاح الضريح في سبتمبر 2000 قبل ذكرى وفاة جورو ناناك وأعادت فتحه رسميًا في سبتمبر 2004. بدأت مهمة ممر كارتاربور في البداية من قبل Bhabishan Singh Goraya ، وكان يتابع القضية منذ 24 عامًا.
وفقا لزعيم أكالي كولديب سينغ وادالا، فقد تم إهمال مكان غوردوارا حتى عام 2003. كان بمثابة حظيرة للماشية للقرويين واستولى على أرضه المزارعين. لكن منذ عام 2003، اتخذت الحكومة الباكستانية مبادرات لصيانة الأضرحة الدينية السيخية. 

## مشروع الممر
أثناء ولاية رئيس الوزراء الباكستاني نواز شريف والهندي أتال بيهاري فاجبايي، تمت مناقشة فتح معبر كارتاربور الحدودي لأول مرة في عام 1998. بعد مزيد من المناقشات خلال ما يُسمى «دبلوماسية الحافلات» عام 1999، قامت باكستان بتجديد «جوردوارا كاتاربور صاحب»، وجعلته متاحًا للرؤية من الحدود الهندية. أدت التوترات الناجمة عن حرب كارجيل إلى تدمير العلاقات الهندية الباكستانية. ومع ذلك فقد أفاد رئيس لجنة جوردوارا برابانداك الباكستانية اللفتنانت جنرال جاويد ناصر أن الجنرال برويز مشرف أعطى «إشارة خضراء» لبناء الممر.
قام مانموهان سينغ خلال الفترة الأولى كرئيس وزراء الهند بطرح القضية في خطاب في البنجاب في عام 2004. كما بدأت «عملية الحوار المركبة» بين الهند وباكستان في عام 2004 ونوقش مسألة الوصول إلى كارتاربور عبر طريق أمريتسار-لاهور-كارتاربور.
في عام 2008، أثار وزير الخارجية الهندي براناب مخرجي مع نظيره الباكستاني شاه محمود قرشي فكرة «السفر بدون تأشيرة» إلى كارتاربور. يبدو أنه لم يكن هناك أي رد رسمي، لكن على بدأت باكستان في التعبير عن انفتاحها على مجتمع السيخ. ومع ذلك حتى عام 2012 لم يكن لدى الحكومة الهندية أي رد.
في 20 يونيو 2008، في مؤتمر صحفي عقد في ديرا بابا ناناك، رتب له زعيم أكالي كولديب سينغ وادالا، قام السفير الأمريكي السابق ومؤسس معهد الدبلوماسية متعددة المسارات «جون ماكدونالد» بالدعوة إلى «ممر للسلام، منطقة سلام» لربط الأضرحة على جانبي الحدود. في 28 يونيو 2008، قال وزير الخارجية الهندي في ذلك الوقت براناب مخرجي، إن الحكومة الهندية ستجري دراسة جدوى لممر السلام. ومع ذلك فمنذ هجمات مومباي عام 2008 ضعفت العلاقات بين الهند وباكستان وتعثرت المبادرة. عمل أعضاء مجتمع السيخ في واشنطن مع معهد الدبلوماسية متعددة المسارات لإجراء دراسة جدوى مستقلة. في أغسطس 2010، صدر تقريرهم بعنوان "Kartarpur Marg" من قبل Surinder Singh والمعهد. وفقا للتقرير فإن تكلفة الممر حوالي 17 مليون دولار، والتي وافق السيخ في الخارج على جمعها. وكان التقرير قد ذكر أنه سيكلف باكستان 14.8 مليون دولار والهند 2.2 مليون دولار. في نوفمبر 2010، أقر المجلس التشريعي لولاية البنجاب بالإجماع قرارًا لصالح ممر دولي بين الموقعين وأحاله إلى حكومة الاتحاد الهندي في 1 أكتوبر 2010.
في أغسطس 2018، حضر وزير السياحة الهندي في البنجاب نافجوت سينغ سيدهو حفل تنصيب رئيس الوزراء الباكستاني عمران خان حيث أخبره قائد الجيش الباكستاني قمر جافيد باجوا عن استعداد باكستان لفتح ممر ديرا بابا ناناك-كارتاربور في الذكرى الـ 550 لميلاد جورو ناناك. ونظرا لهذا الإطار الزمني الواضح فقد دارت العجلة لإتمام العمل.
في أغسطس عام 2018، صدر قرار آخر يتعلق بالممر في البنجاب الهندي من قبل رئيس الوزراء أماريندر سينغ، والذي صدر بالإجماع. بعد هذا قررت حكومة البنجاب الهندية التنسيق مع رئيس وزراء الهند فيما يتعلق بافتتاح الممر. في 30 أكتوبر 2018، سعى مجموعة من الأمريكيين السيخ إلى رئيس وزراء الهند للمساعدة في فتح الممر. في نوفمبر 2018، وافق مجلس الوزراء الهندي على خطة إنشاء الممر وناشد باكستان أن تفعل الشيء نفسه. ورد وزير الخارجية الباكستاني قريشي بتغريده بأن باكستان «نقلت بالفعل إلى الهند» بأنها ستفتح ممرًا.
في أغسطس 2019 وافقت الهند وباكستان على السماح بسفر المواطنين الهنود بدون تأشيرة إلى كارتاربور، لكن استمرت الخلافات حول وجود موظفي القنصلية الهندية في الموقع.
في 24 أكتوبر 2019، التقى السكرتير المشترك في وزارة الداخلية الهندية مع مدير عام وزارة الخارجية الباكستاني لجنوب آسيا في منطقة بالقرب من دارا بابا ناناك في بلدة Gurdaspur الحدودية لتوقيع مذكرة تفاهم. لقد مهد توقيع هذا الاتفاق الطريق أمام 5000 حاج هندي لزيارة الموقع المقدس يوميًا بدون تأشيرة. وبموجب الاتفاق، يُسمح أن يأتي الحجاج في الصباح ويعودون في المساء بعد زيارة غوردوارا داربار صاحب. ويُطلب من كل زائر دفع 20 دولارًا أمريكيًا كرسوم خدمة، والتي تغطي فقط ثلث التكلفة التشغيلية الحالية. لكن الهند حثت باكستان على التنازل عن رسوم الحجاج. رداً على ذلك، أعلن رئيس الوزراء الباكستاني عمران خان في 1 نوفمبر 2019 على موقع تويتر أنه لن يتم تحصيل أي رسوم من الحجاج السيخ القادمين من الهند في رحلة إلى كارتاربور في يوم الذكرى السنوية الـ 550 لميلاد جورو ناناك في 12 نوفمبر 2019. لكن سيتم فرض الرسوم في الأيام الأخرى. وكانت الحكومة الباكستانية قد أعلنت التنازل عن شرط جواز السفر لحجاج كارتاربور لمدة عام واحد. ومع ذلك، أعلنت وزارة الشؤون الخارجية الهندية، بموجب الاتفاق بين البلدين، أن جواز السفر سيكون مطلوبًا.

### التأسيس
في 28 نوفمبر 2018، وضع رئيس وزراء باكستان عمران خان حجر الأساس لممر غوردوارا داربار صاحب-كارتاربور بالقرب من منطقة ناروال في البنجاب الباكستاني.
حضر الحدث وزيران مركزيان هنديان، هما هارسيمرات كور بادال  وهارديب سينغ بوري. وبالإضافة إلى ذلك حضر نافجوت سينغ سيدو وعضو في البرلمان من أمريتسار.
في 26 نوفمبر 2018، وضع نائب الرئيس الهندي فينكايا نايدو حجر الأساس لممر ديرا بابا ناناك-كارتاربور في «مان»، وهي قرية في منطقة غورداسبور في البنجاب بالهند.

### تصميم مجمع ممر كارتاربور
سيكون للمجمع فندق بمقاييس عالمية، ومئات الشقق، ومنطقتان تجاريتان وموقفان للسيارات، ومنطقة مرفق الحدود، ومحطة لتوليد الكهرباء، ومركز معلومات سياحية وعدة مكاتب.

### الخدمات اللوجستية
وفقًا للعرض التقديمي الذي قدمته شركة أمريكية، أكملت الحكومة الباكستانية مسح الممر. تم إجراء التصميم واستلام الأراضي في ديسمبر 2018. تم الانتهاء من بناء الممر في 1 نوفمبر 2019، ليكون جاهزا في الذكرى 550 لميلاد بابا جورو ناناك في 12 نوفمبر 2019.
على الرغم من أن النقطة التي يعبر فيها الممر عبر الحدود لم يتم تحديدها بعد، إلا أنه يجري بناء جسر طوله 800 متر (2,600 قدم) فوق نهر رافي. يتضمن البناء «محطة المغادرة» حيث ستأخذ الحافلات الحجاج من الهند إلى كارتاربور. ستكون هناك أماكن إقامة مؤقتة وخيام للحجاج. من المتوقع أن يحتاج الحجاج للحصول على تصاريح خاصة، ولكن ليس تأشيرات، للقيام بالرحلة، وسوف يحتاجون إلى الخضوع لفحوصات بيومترية.

### أعمال البناء
شيدت هيئة أعمال الحدود الباكستانة 4.7 كيلومتر (2.9 ميل) من الطرق السريعة المخصصة، بما في ذلك جسر فوق نهر رافي بطول 800 متر (2,600 قدم)، وافتتحت باكستان مكتب الهجرة، وقامت بتوسيع Gurdwara Darbar Sahib Kartarpur لاستيعاب الحجاج القادمين. تم الانتهاء من المرحلة الأولى من بناء مشروع الممر في أوائل نوفمبر 2019.
في أبريل 2019، بدأت هيئة الموانئ البرية في الهند، وهيئة الطرق السريعة الوطنية في الهند وشركة Ceigall India Ltd في التشييد على الجانب الهندي من الممر. تم بناء نقطة تفتيش متكاملة (ICP)، وتجهيز طريق بطول 3.5 كم من أربعة مسارات سريعة وجسر بطول 100 متر في ديرا بابا ناناك في أكتوبر 2019.

## الافتتاح
في 9 نوفمبر 2019، افتتح رئيس وزراء باكستان، عمران خان، ممر كارتاربور في حفل أقيم في مجمع جوردوارا داربار صاحب، وحضر الافتتاح حوالي 12000 حاج. استقبل عمران خان الحجاج وافتتح رسميا ممر كارتاربور عن طريق إزالة الستار الذي رفعته بالونات الهواء الساخن من كربان. في هذه المناسبة قال رئيس الوزراء خان: «تعتقد باكستان أن الطريق إلى ازدهار المنطقة والمستقبل المشرق لجيلنا القادم يكمن في سلام»، وأضاف قائلاً «إن باكستان اليوم (9 نوفمبر 2019) لا تفتح الحدود فحسب، بل تفتح قلوبها أيضًا للمجتمع السيخي».
قبل الاحتفال بمرور 550 عامًا على براكاش بوراب لجورو ناناك ديف ، تم افتتاح ممر كارتاربور، الذي يربط سري داربار صاحب ديرا بابا ناناك في البنجاب الهندية مع غوردوارا دربار صاحب كارتاربور، لتسهيل أول رحلة جاثا (جماعية) لأكثر من 550 حاجاً للسفر إلى جورو ناناك ديف. رحب رئيس وزراء الهند، ناريندرا مودي، بهذه الخطوة وشبَّه قرار الممر بين البلدين بسقوط حائط برلين، قائلاً إن المشروع قد يساعد في تخفيف التوترات بين البلدين. خلال خطاب التنصيب، قال أيضًا: «أود أن أشكر رئيس وزراء باكستان، عمران خان نيازي على احترامه لمشاعر الهند». سلم رئيس الوزراء ناريندرا مودي علم جاثا إلى جاثار أكال تاخت جياني هاربريت سينغ.
تحت قيادة أكال تاخت جيثيدار جياني هاربريت سينغ، سافر الحجاج عبر الممر إلى باكستان لزيارة غوردوارا داربار صاحب كارتاربور. وصل وفد السيخ الهندي الذي ضم رئيس الوزراء الهندي السابق مانموهان سينغ، ورئيس وزراء البنجاب الهندي أماريندر سينغ، والسياسي نافجوت سينغ سيدهو، والسياسي سوني ديول، عن طريق كارتاربور، للاحتفال بالذكرى 550 لميلاد بابا جورو ناناك وحضروا حفل الافتتاح بناء على دعوة خاصة من رئيس الوزراء الباكستاني عمران خان.

## المخاوف الأمنية والدعاية
في نوفمبر 2019، ذكرت المخابرات الهندية أنها رصدت معسكرات تدريب إرهابية مزعومة في منطقة ناروال حيث تقع غوردوارا. دحضت وزارة الخارجية الباكستانية مزاعم الإعلام الهندي باعتبارها دعاية لا أساس لها من الصحة. في عام 2019، عرض الجيش الباكستاني قنبلة غير منفجرة داخل مبنى Kartarpur Sahib Gurudwara مع لافتة مصاحبة تزعم أن سلاح الجو الهندي قد أسقط هذه القنبلة خلال الحرب الهندية الباكستانية عام 1971 على غوردوارا في محاولة لتدميره.

## ردود الفعل
وصف المؤرخ فاكر أجاز الدين، المقيم في لاهور، الممر بأنه «تجربة فريدة» في العلاقات عبر الحدود بين الهند وباكستان. ادعى أن العالمية التي يرمز لها جورو ناناك يمكن أن تجمع الناس من جميع الأديان معا. كان يُطلق على ممر كارتاربور مشروع إرث جورو ناناك الذي يصور طريقة حياته في الحياة. ويعتبر التبادل «الحميم» بين البنجاب.

## مطالب لممرات مماثلة
هناك العديد من الطلبات الأخرى لفتح ممرات مماثلة بدون تأشيرة إلى الأماكن الدينية والتاريخية السيخية التي تقع على بعد 4 كيلومترات من الحدود الدولية.
- طالب أكال تاخت جياني هاربريت سينغ بممر وصول بدون تأشيرة في ديرا بابا ناناك في الهند للسماح للسيخ الباكستانيين بزيارة غورودوارا سري داربار صاحب في ديرا بابا ناناك.[81]

- ممر إلى جوردوارا روري صاحب، وهو موقع تاريخي لـ Guru Nanak Dev وBhai Mardana في قرية Jahman بالقرب من لاهور.[82][83]

- ممر إلى جوردوارا لاهورا صاحب ، خارج قرية غويند بالقرب من لاهور.[82][83]

- ممر إلى جوردوارا جهاري صاحب، التاريخية المرتبطة بـ Guru Amar Das في قرية Tergay في مقاطعة Kasur.[82] [83]

- ممر إلى موقع جوردوارا بهاي بهلول التاريخي في قرية Qadiwind في منطقة Kasur.[82] [83]

علاوة على ذلك، كان هناك طلب من قبل المجتمع الكشميري بانديت لممر يسمح لهم بزيارة معبد Sharada Peeth. في مارس 2019، ذكرت وسائل الإعلام الباكستانية أن باكستان تستكشف إمكانية وجود ممر للحجاج الهنود، وقد تكون على وشك الموافقة على الخطة. ومع ذلك، فقد ذكرت الحكومة الباكستانية منذ ذلك الحين أن القرار لم يتخذ بعد.